# Nấm Deadly Dapperling
Nấm Deadly Dapperling, tên khoa học là Lepiota brunneoincarnata, là một loài nấm có phiến thuộc chi Lepiota, bộ Agaricales. Loài nấm này được phân bố rộng rãi ở châu Âu và các vùng ôn đới phía đông của châu Á như Trung Quốc, nó phát triển trong các khu vực nhiều cỏ như cánh đồng, công viên và khu vườn, và thường bị nhầm lẫn với nấm ăn được. Nấm có mũ có màu nâu và kích thước rộng đến 4 cm với thân màu nâu hồng và phiến nấm có màu trắng. Nấm Deadly Dapperling rất độc hại, một số ca tử vong đã được ghi nhận vì nó giống với một loài nấm màu xám ăn được là Tricholoma terreum và Marasmius oreades.

## Phân loại
Loài nấm này được mô tả bởi các nhà thực vật học Thụy Sĩ Robert Hippolyte Chodat và Charles-Édouard Martin vào năm 1889, họ đã ghi nhận nó đang phát triển trên các con đường ở Genève ở Thụy Sĩ. Phân tích di truyền của DNA cho thấy nó liên quan chặt chẽ với các loài có chứa amatoxin khác như Lepiota subincarnata và L. elaiophylla.

## Mô tả
Mũ nấm dài 2,7–4 cm (1,1-1,6 in). Nó có màu đỏ nâu khi còn nhỏ, trước khi biến thành màu nâu hơi hồng nhạt với vảy nâu đậm hơn. Không có sự hạn chế trong việc phát triển kích thước ở mũ nấm. Các phiến nấm dày đặc có màu trắng. Bào tử của chúng cũng có màu trắng. Thân hình trụ cao từ 2–3,5 cm (0,8–1,4 in) và rộng 0,6–0,9 cm (0,2–0,4 in). Phần trên của thân nấm có màu hồng nhạt trong khi phần dưới được bao phủ trong vảy màu nâu sẫm. Các bào tử hình bầu dục dài 6–7,5 µm, rộng 3,5–5 µm và chúng chuyển thành màu nâu đỏ trong thuốc thử của Melzer.

## Thuộc tính và nơi sinh sống
Nấm deadly dapperling được tìm thấy trong các vùng lãnh thổ ấm áp của châu Âu, chủ yếu là ở phía nam, nhưng sự hiện diện của chúng cũng đã được ghi nhận từ Anh và Đức. Ở châu Á, nó đã được ghi nhận có mặt ở Thổ Nhĩ Kỳ, Israel, Pakistan, Iran và miền đông Trung Quốc. Loại nấm này thường xuyên mọc lên trong công viên và khu vườn, trên lề đường và hàng rào.

## Độc tính
Nấm deadly dapperling được biết là có chứa lượng alpha-amanitin gây chết người và điều này đã gây ra một vụ ngộ độc gây tử vong ở Tây Ban Nha vào năm 2002, và tiếp đó là cái chết của bốn thành viên trẻ cùng một gia đình ở Tunisia vào năm 2010. Một người sống sót sau khi ăn 5 cây nấm này cùng với nấm mỡ tại Kaynarca, Sakarya, Thổ Nhĩ Kỳ vào năm 2013.
Các triệu chứng ban đầu của việc ngộ độc liên quan đến hệ tiêu hóa, với các triệu chứng buồn nôn và nôn khoảng mười giờ sau khi tiêu thụ, sau đó là tổn thương gan vài ngày sau đó. 100 g Lepiota brunneoincarnata có thể dẫn đến tổn thương gan nặng.
Nó tương tự như loài Marasmius oreades, cũng được tìm thấy trong các khu vực tập trung nhiều cỏ, mặc dù mũ màu nâu nhạt của loài nấm này thường bị nhầm lẫn. Những sai lầm được thực hiện khi mọi người hái nấm trong vườn của họ, vì những loài nấm mà họ hái lượm thường mọc ở những khu vực có nhiều cỏ. Một gia đình ở Salon-de-Provence ở Pháp đã bị ngộ độc sau khi họ nhầm nấm deadly dapperling với nấm Tricholoma terreum.
Amanitin có thể được phát hiện trong nước tiểu 36 đến 48 giờ sau khi uống. Silibinin ở tĩnh mạch có vai trò trong việc giảm hấp thu amanitin. Các biện pháp cụ thể khác bao gồm penicillin G và n-acetylcystein cũng như các biện pháp hỗ trợ chung như bù nước.